# بیابان نییری

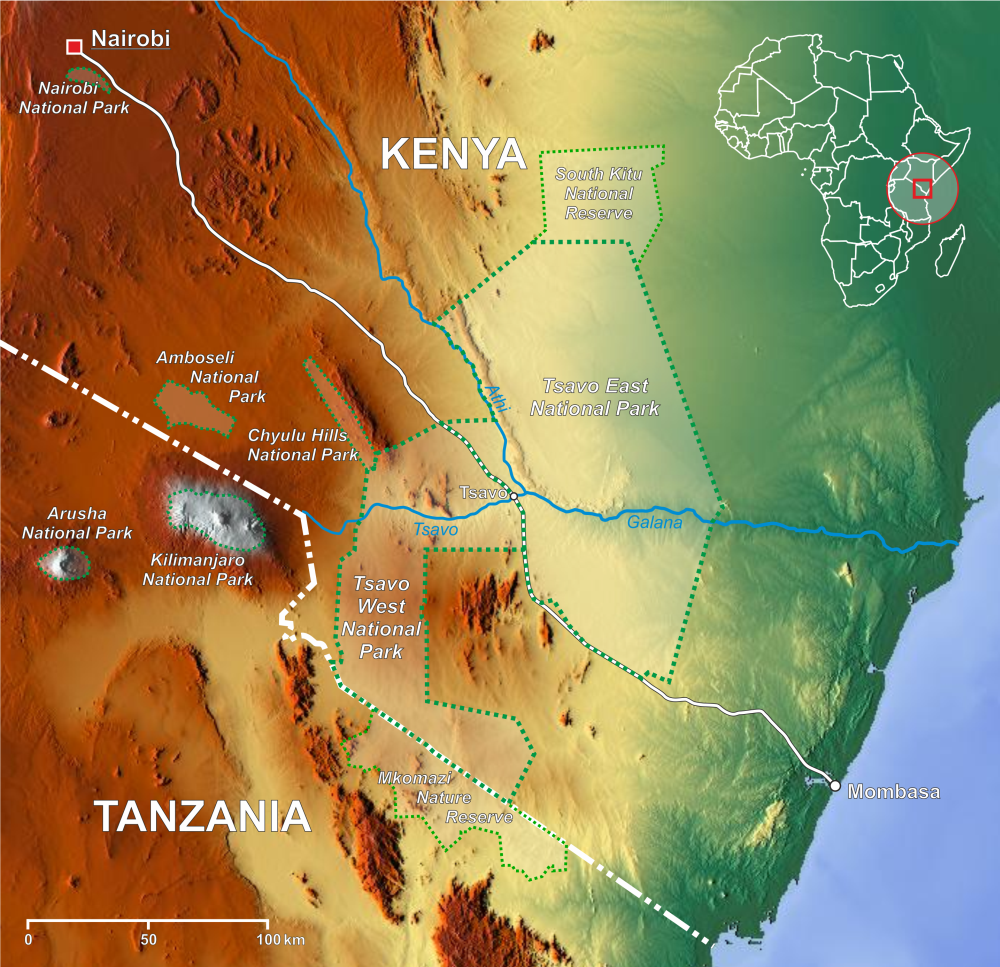
نقشهٔ نییری

بیابان نییری (Nyiri) یا نییکا (Nyika) یا تارو (Taru)، نام بیابانی در جنوب کنیا است. این بیابان در شرق دریاچهٔ ماگادی و میان پارک‌های ملی آمبوسلی، ساوو غرب و نایروبی قرار دارد. این بیابان بخش زیادی از استان کاجیادو را اشغال کرده‌است. دلیل خشکی این منطقه، سایه باران کوه کلیمانجارو است.